# Stanisław Guzik

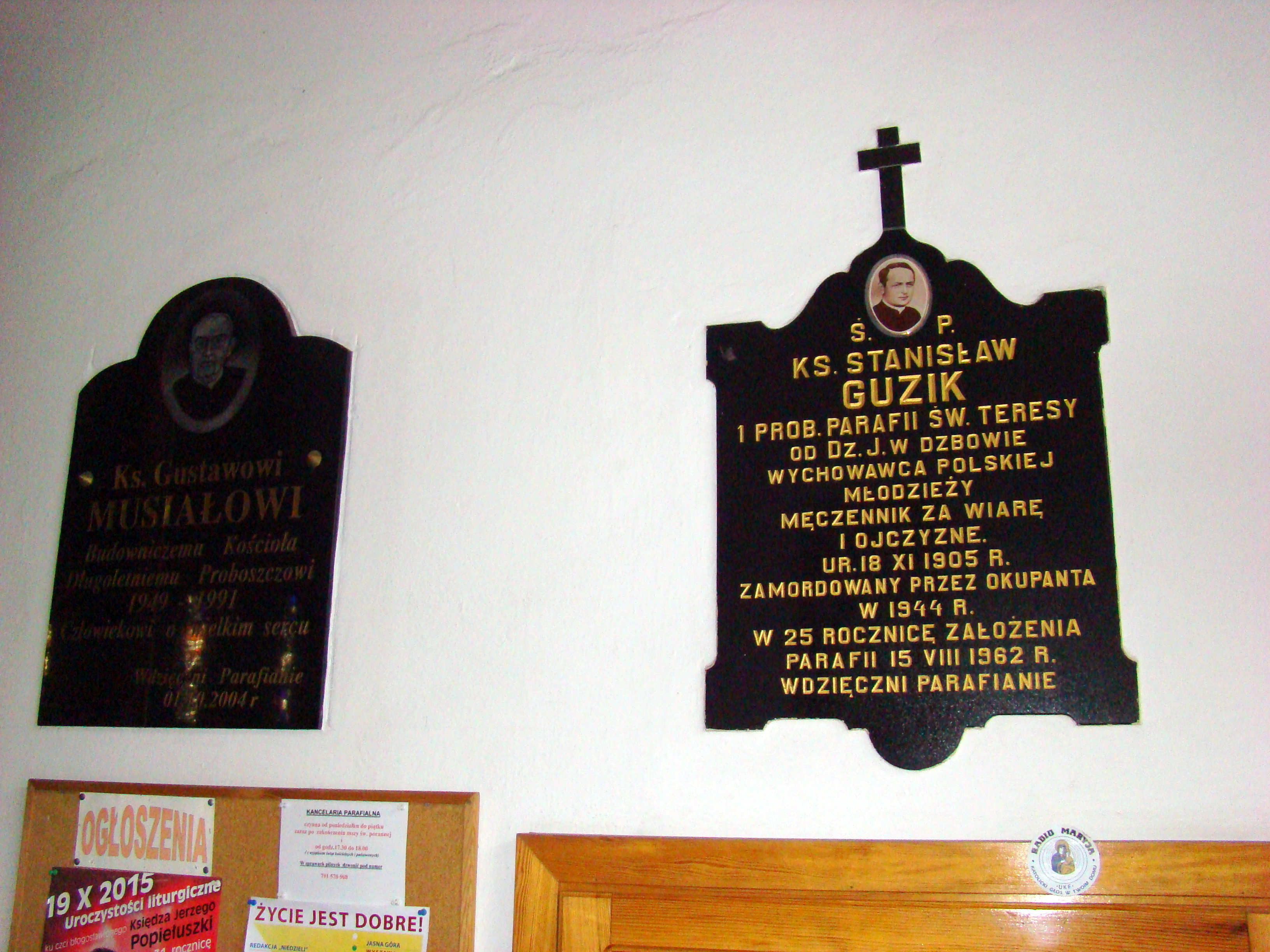
Tablica upamiętniająca ks. Stanisława Gzika w kruchcie kościoła św. Teresy od Dzieciątka Jezus w Częstochowie

Stanisław Guzik (ur. 18 listopada 1905 w Przesławicach, zm. 10 marca 1945 w Dora-Nordhausen) – rzymskokatolicki ksiądz, więzień hitlerowski.

## Życiorys
Stanisław Guzik urodził się 18 listopada 1905 roku w Przesławicach. 22 maja 1928 roku zdał maturę w V Gimnazjum Państwowym w Krakowie i rozpoczął studia w Seminarium Duchownym Diecezji Częstochowskiej w Krakowie. 4 czerwca 1933 roku na Jasnej Górze przyjął święcenia kapłańskie z rąk biskupa Teodora Kubiny. Rozpoczął pracę jako tymczasowy wikariusz w parafii św. Józefa Rzemieślnika w Częstochowie, a pod koniec roku został przydzielony do pomocy chorującemu ks. proboszczowi parafii w Poczesnej. Po niedługim czasie ponownie wrócił do parafii św. Józefa. 24 czerwca 1936 r. otrzymał nominację na wikariusza w parafii w Wieluniu. 14 lipca 1937 roku otrzymał przydział do nowo tworzonej parafii w Dźbowie (obecnie dzielnica Częstochowy) i w ciągu dwóch lat ukończył formalno-prawne przygotowania do budowy kościoła. Budowa nie doszła do skutku z powodu wybuchu II wojny światowej, zaś zgromadzone materiały budowlane zajęli Niemcy.
W czasie okupacji Guzik współpracował z ruchem oporu. W 1944 roku Niemcy zdobyli pewną liczbę nazwisk partyzantów, wśród których znajdowało się jego nazwisko. Nocą z 18 na 19 listopada 1944 roku gestapo dokonało rewizji parafii i znalazło ślady pobytu żołnierzy podziemia. Wtedy, nie wiadomo dlaczego, nie aresztowano księdza. Proszony przez parafian, by uciekał, nie uczynił tego. Rano przyjechała nowa grupa funkcjonariuszy gestapo z Konopisk, wówczas podjął ucieczkę, w czasie której złamał nogę i został schwytany. Przez 40 dni pobytu w więzieniu w Blachowni nie udzielono księdzu pomocy lekarskiej, torturowany nie złożył zeznań o miejscowych partyzantach. W ciężkim stanie, z infekcją złamanej nogi, został przewieziony do obozu Gross-Rosen, a stamtąd w początkach lutego 1945 roku do obozu Dora-Nordhausen.
Ks. Jan
Rzymełko, jako towarzysz niewoli, był w ostatnich chwilach życia z ks.
Stanisławem Guzikiem. Dzięki niemu wiadomo, jak wyglądały te ostatnie
godziny życia księdza:
"Otóż ks. Stanisława Guzika, po okropnym transporcie z Gross-Rosen wśród huku armat rosyjskich (8-12 lutego 1945 roku) spotkałem dopiero w obozie Dora-Nordhausen w baraku 31. Był już w stanie godnym pożałowania. Nabył wśród tej piekielnej przeprawy w otwartych węglarkach zapalenia gardła, zapalenia gruczołów, miał wielka gorączkę i wielki nowotwór na prawej nodze poniżej kolana, tak, że wsparty o mnie chodził, a właściwe wlókł się z wielkim trudem. Nic dziwnego, cztery dni trwała ta podróż wśród mrozu, śniegu, wiatru i deszczu, w ostatnich dwóch dniach bez pożywienia i wody".
Zmarł o godz. 1.30 w nocy 10 marca 1945 r. Ciało księdza spalono w krematorium.

## Upamiętnienie
W dźbowskim kościele znajduje się poświęcona mu tablica pamiątkowa. Od 19 marca 2015 roku jego imię nosi nowe rondo u zbiegu ul. Leśnej, Gościnnej i Powstańców Warszawy w dzielnicy Dźbów.